# Selfmindead
Selmindead war eine schwedische Hardcore-Punk- und Unblack-Metal-Band aus Eskilstuna, die im Jahr 1994 gegründet wurde und sich 2003 auflöste.

## Geschichte
Die Band wurde im Winter 1994/1995 gegründet und bestand aus dem Schlagzeuger Marko Hautakoski, dem Gitarristen Timo Sillankorva, dem Sänger Ilkka Viitasalo und dem Bassisten Tapani Hoikkaniemi. Die Band bestand zu diesem Zeitpunkt komplett aus finnischen Mitgliedern, wurde jedoch in Schweden gegründet. Im Jahr 1995 nahm die Gruppe an einem Wettbewerb namens Cult-95 in ihrem Heimatdorf Eskilstuna teil. Nachdem sie diesen gewonnen hatte, folgten Auftritte in ganz Schweden. Im Jahr 1996 kam die Gruppe mit Soulscape Records in Kontakt und unterzeichnete einen Vertrag bei diesem Label. Hierüber erschien eine erste Single, die zwei eigene Lieder, sowie eine Coverversion des Starflyer-59-Liedes Hazel Would enthielt. Im frühen Sommer 1997 begab sich die Gruppe ins Studio, um ihr selbstbetiteltes Debütalbum aufzunehmen. Das Album erschien 1998 in Skandinavien über Soulscape Records, während es in England und den Beneluxstaaten bei Sally Forth Records und in den USA bei Solidstate Records erschien. Der Veröffentlichung folgte eine Europatournee. Hierbei war Emil Nikolaisen als neuer Bassist vertreten. Die Gruppe war inzwischen nach Norwegen gezogen. Im Jahr 2000 folgte das zweite Album At the Barricades We Fall. Auf dem Album teilten sich Sillankorva und Hautakoski den Posten des Bassisten. Beide spielten zudem auch die Gitarre und Hautakoski bediente zudem auch noch weiterhin das Schlagzeug. Im Jahr 2003 löste sich die Band auf.

## Stil
Laut Bandbiografie von Solidstate Records wurde die Gruppe stark durch schwedische Hardcore-Punk-Bands wie Refused, Abhinanda und Mindjive beeinflusst. Laut Mike DaRonco von Allmusic habe die Band Gefallen am Klang des skandinavischen Black Metals gefunden. Jedoch lehne sich die Gruppe jedoch nicht von Gott ab, wie im klassischen Black Metal üblich, sondern fühle sich zu Gott und der Kirche hingezogen. Laut Mark Allan Powell in seiner Encyclopedia of Contemporary Christian Music werde die Band der Straight-Edge-Szene zugerechnet. Die Band selbst würde sich jedoch als christliche Gruppe verstehen und bezeichne ihre Musik auch gelegentlich als Emocore. Auf ihrem selbstbetitelten Album spiele die Gruppe chaotische, harte und schwere Musik vergleichbar mit der Musik von Rage Against the Machine, Blindside und Embodyment. In den Liedern gebe es häufige Wechsel in Taktangabe und Tempo. Zudem bewege sich die Gruppe häufig an der Grenze zum Rapcore. Die Texte seien wütend und intensiv und würden Themen wie die Schattenseiten einer technologisierten Gesellschaft oder das Bedürfnis einer Gesellschaft für einen Gott behandeln. Auf At the Barricades We Fall habe sich die Band weg von einer technisch anspruchsvollen Metal-Band, hin zu einer Hardcore-Punk-Band mit deutlichen Metal-Einflüssen entwickelt. Textliche würde die Gruppe Themen wie die Ablehnung des Teufels oder den Wunsch nach einer persönlichen und gesellschaftlichen Umstrukturierung behandeln. David Häussinger vom Ox-Fanzine beschrieb die Musik der Band als eine Mischung aus Rage Against the Machine und Quicksand.

## Diskografie
- 1997: Selfmindead  (Single, Soulscape Records)
- 1998: Selfmindead (Album, Solid State Records / Sally Forth Records)
- 2000: At the Barricades We Fall (Album, Solid State Records / Sally Forth Records)
- 2001: The Oslo Compact (Split mit The Spirit That Guides Us, Sally Forth Records)